# Killygordon
Killygordon (auch Killygordan, irisch Cúil na gCuirridín) ist eine Ortschaft im County Donegal (Republik Irland) mit 716 Einwohnern (Stand 2022). Damit ist die Bevölkerungszahl in den letzten dreißig Jahren nahezu verdoppelt.

## Lage
Killygordon liegt etwa 19 Kilometer südlich von Letterkenny am Fluss Finn.
Durch die Ortschaft führt die N15 von Stranorlar nach Castlefin und Lifford an die Grenze zu Nordirland.